# Testament heiligenstadzki

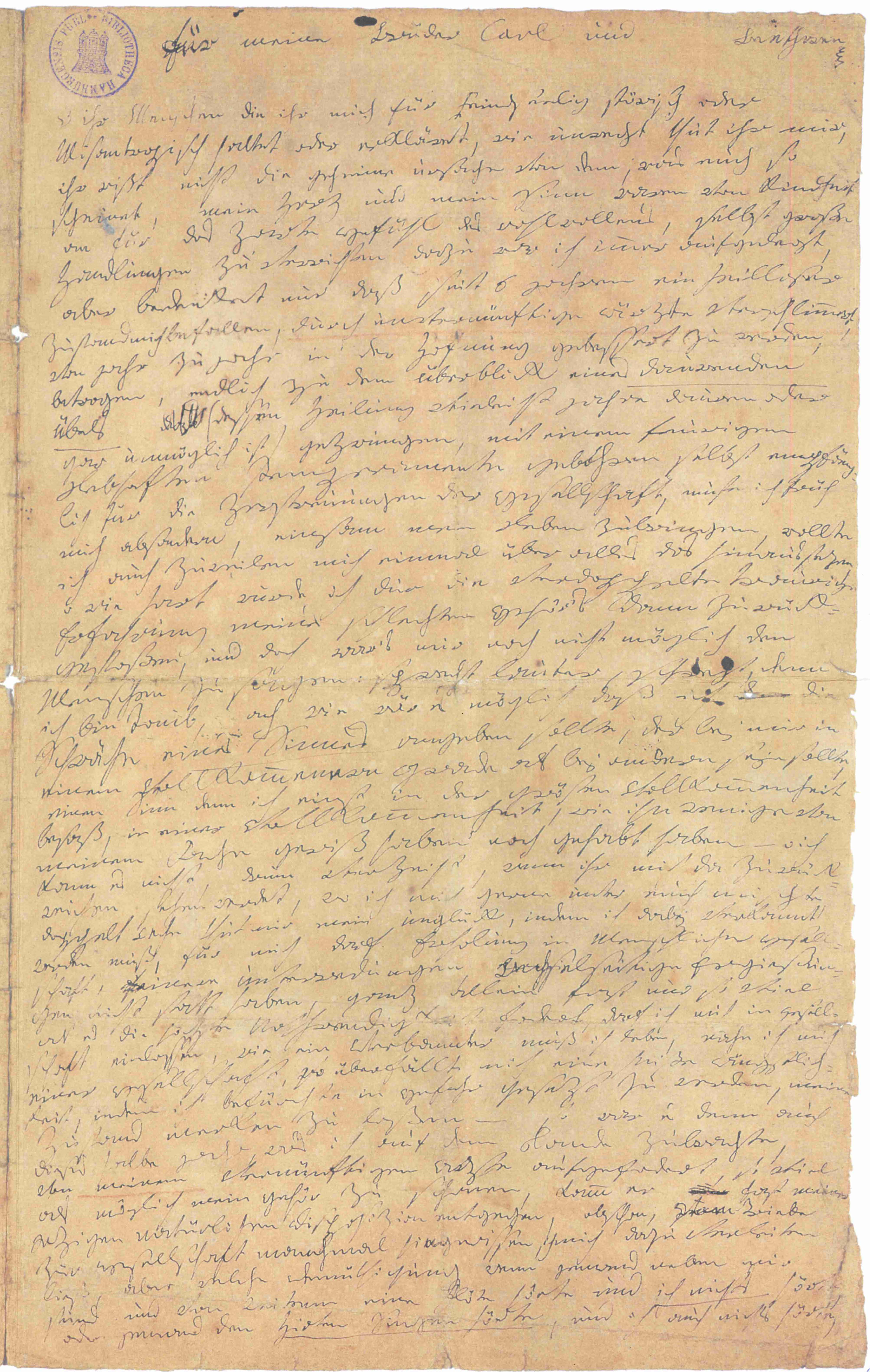
Pierwsza strona Testamentu

Testament heiligenstadzki (niem. Heiligenstädter Testament) – list napisany przez Ludwiga van Beethovena do braci podczas pobytu kompozytora w Heiligenstadt pod Wiedniem, 6 października 1802.
31-letni Beethoven w dokumencie tym opisał swoje zmagania z postępującą głuchotą. Nie jest to testament we właściwym znaczeniu tego słowa, raczej opis przeżyć, katharsis, które kompozytor miał przejść, by wrócić do normalnego życia. 
Testament został znaleziony po śmierci Beethovena, razem m.in. z listem do Nieśmiertelnej Ukochanej.